# Germans de Plymouth
Germans de Plymouth, o simplement, Els Germans fou un grup de cristians del segle xix que es reunien a la ciutat de Dublín per practicar la unitat, l'amor fraternal entre tots els creients en Crist, l'estudi de la Paraula de Déu i l'evangelisme, va arribar a consolidar-se com un moviment oposat a la tendència de dividir l'Església en denominacions.

## Història
La història d'aquest grup de cristians comença al voltant de l'any 1821 quan un grup de cristians commoguts per la divisió creixent que es donava a l'Església Cristiana, arran del fet que les congregacions s'inclinaven per emfatitzar algun aspecte de la doctrina bíblica, comencen a tenir reunions a casa seva per pregar i estudiar la Bíblia.
Els primers reconeguts van ser Eduard Cronin un dentista nascut a Cork el 1801 fill de pare catòlic com la majoria dels irlandesos i de mare protestant, que va ser la que el va guiar en la lectura de la Bíblia i l'altre va ser Eduard Wilson qui juntament amb un grup de germanes es reunien a l'habitació de Wilson per a la lectura i estudi bíblic. A ells se'ls van agregar Francis Hutchinson, J. G. Bellet i Anthony Norris Groves. Quan el nombre de participants havia crescut i l'habitació de Wilson va quedar petita, va ser necessari llogar una sala al carrer Fitzwillams Square a Dublín on reunir-se els diumenges a participar de la cerimònia de "Partiment del Pa".
Més tard, a aquesta reunió es va unir John Nelson Darby un ex sacerdot anglicà que després d'un accident que el va deixar postrat diversos mesos, trobar en la Bíblia aquests principis de reunió. Els principis que defensaven aquests cristians, no eren altres que aquells que havien constituït l'església primitiva inspirada per l'Esperit Sant.
Aquest grups no tenien un líder únic o pastor o sacerdot, ja que tots es consideraven sacerdots, havien trobat que l'església era conduïda i no governada i aquesta conducció estava segons la Bíblia constituïda sempre per més d'una persona a les quals se'ls coneixia com a 'gent gran', van trobar que la paraula "Pastor" com a títol només s'aplicava al Senyor Jesús (POIMA del grec) i que no estava en les escriptures com a càrrec referit a cap home. Ensenyaven que l'oració, l'estudi bíblic i el partir el pa o sopar del Senyor, eren les activitats de l'església cristiana primitiva. Això va comportar que es congreguessin de la mateixa manera que ho practicaven els primers cristians.
Entre ells es coneixien com a germans, sense cap altre títol ni agregat, complien diferents funcions segons l'Esperit Sant posava en cada germà de cada assemblea, les quals eren autònomes entre si, no depenien cap d'elles d'una església mare o assemblea principal. Això va portar al fet que en moltes ciutats es conformessin llocs de reunió.
Se'ls va conèixer com a germans de Plymouth perquè en aquesta ciutat d'Anglaterra l'obra va tenir una gran acceptació als volts de l'any 1830. Va ser tal el despertar en aquesta ciutat que segons relats històrics de l'any 1850 a Plymouth almenys un membre de cada família de la ciutat tenia a un dels seus membres adherit a alguna assemblea dels germans cristians.
Va ser en aquesta ciutat on van aparèixer per primera vegada els himnaris de l'assemblea, el primer Himnari Cristià l'any 1836 i el segon el 1856.
Gràcies a membres d'aquestes assemblees amb vocació missionera, l'obra es propagà per moltes ciutats d'Anglaterra com Bristol, Bath, Londres), i al nord d'Itàlia, França, Suïssa, Alemanya, i fins i tot a Amèrica.
L'any 1856-1858 succeeix un cisma que divideix aquest moviment en dos grans grups, els anomenats germans lliures o pel seu nom en anglès Open Brethren i els "germans exclusivistes o tancats".
Aquests grups disseminats i separats per diferents formalitats de congregació es van mantenir com a mínim fins a l'any 1890, definint-se com aquells que havien recuperat la veritat. Amb això tractaven de demostrar al món que es podia tornar a l'ideal dels cristians d'aquells anys virginals de l'església primitiva, sense la contaminació que l'home que es va imposar durant tots els segles posteriors.